# Ella Sings Broadway
Ella Sings Broadway è il ventisettesimo album della cantante jazz Ella Fitzgerald, pubblicato dalla Verve Records nel 1963.
L'album vede la cantante accompagnata dall'orchestra diretta da Marty Paich.

## Tracce
Lato A
1. Hernando's Hideaway (Richard Adler, Jerry Ross) – 3:17
2. If I Were a Bell (Frank Loesser) – 2:22
3. Warm All Over (Loesser) – 2:46
4. Almost Like Being in Love (Alan Jay Lerner, Frederick Loewe) – 3:02
5. Dites-Moi (Richard Rodgers, Oscar Hammerstein II) – 2:30
6. I Could Have Danced All Night (Lerner, Loewe) – 2:22

Lato B
1. Show Me (Lerner, Loewe) – 2:22
2. No Other Love (Rodgers, Hammerstein) – 2:20
3. Steam Heat (Adler, Ross) – 3:27
4. Whatever Lola Wants (Adler, Ross) – 3:13
5. Guys and Dolls (Loesser) – 2:21
6. Somebody Somewhere (Loesser) – 3:12